# Underrättelseregementet (Danmark)
Underrättelseregementet (danska: Efterretningsregimentet) är ett danskt regemente som verkat sedan 2014. Regementet grundades efter erfarenheter från Irakkriget och Afghanistankriget som ett centrum i den danska armén och blev regemente 2019.

## Organisation
Regementets underlydande enheter (2019):
- 1. ISR-bataljonen (Intelligence, Surveillance & Reconnaissance): Lyder under 1. Brigaden och svarar för brigadens underrättelseinhämtning, övervakning och spaning. Bataljonen utgörs av en stab, en stabsavdelning, en bearbetningsenhet samt tre underavdelningar inriktade mot telekrigföring, UAS och spaning.
- 2. Militära Underrättelsebataljonen: Ansvarar för att tillföra kapacitet för underrättelseverksamhet på taktisk nivå och med denna understöda arméns övriga enheter. Bataljonen ansvarar också för regementets utbildningsverksamhet och utbildar årligen c:a 100 värnpliktiga.